# Ania Ahlborn
Ania Ahlborn – urodzona w Ciechanowie pisarka, najlepiej sprzedająca się autorka horrorów w serwisie Amazon dzięki swojej powieści Seed.

## Życiorys
Uzyskała dyplom z języka angielskiego na uniwersytecie w Nowym Meksyku. Pisze thrillery grozy, na początku samodzielnie publikowała swoje pierwsze powieści. Jej książki zostały przetłumaczone na język niemiecki. W 2015 i 2017 roku była nominowana do nagrody This is Horror oraz znalazła się na liście Bram Stoker Award w 2011 r, przez Horror Writers Association (Stowarzyszenie Twórców Horrorów).
Mieszka w Karolinie Południowej z mężem oraz psem.

## Publikacje
- Seed (2012)
- The Neighbors (2012)
- The Shuddering (2013)
- The Bird Eater (2014)
- Within These Walls (2015)
- Brother (2015)
- The Devil Crept In (2017)
- If You See Her (2019)
- Dark Across the Bay (2021)

### Nowela
- The Pretty Ones (2015)
- I Call Upon Thee (2017)
- Palmetto (2021)

### Opowiadanie
- "The Governess" (2019) (w antologii Other Voices, Other Tombs)
- "The Debt" (2019) (w antologii Hex Life: Wicked New Tales of Witchery)